# Estadio Polideportivo de Pueblo Nuevo
Das Estadio Polideportivo de Pueblo Nuevo ist ein Sportstadion in San Cristóbal, Venezuela. Es ist bekannt als „Der Heilige Tempel“ (spanisch el Templo Sagrado) des venezolanischen Fußballs. Es wird hauptsächlich als Austragungsort für Heimspiele des Fußballclubs Deportivo Táchira FC genutzt.
Gebaut 1975 mit einer Kapazität von 28.000 Zuschauern, war es Austragungsort von vier Spielen der Copa América 2007. Aus diesem Grund wurde es 2006/07 vollständig renoviert. Die Haupttribüne wurde erweitert und neu überdacht, alle Tribünen neu bestuhlt, das Beleuchtungssystem erneuert, die Spielerkabinen neu gebaut. Außerdem bekam es einen Pressesaal und klimatisierte VIP-Logen. Durch die Renovierungsarbeiten wurde die Zuschauerkapazität auf 42.000 erhöht.